# Dvor (Horvátország)
Dvor (korábban: Dvor na Uni) falu és község Horvátországban, Sziszek-Monoszló megyében.

## Fekvése
Sziszektől légvonalban 46, közúton 65 km-re délre, az úgynevezett Báni végvidék (Banska krajina) déli részén, az Una bal partja feletti teraszon, a Žirovac-patak torkolatánál fekszik.

## A község települései
A községhez közigazgatásilag Bansko Vrpolje, Buinja, Buinjski Riječani, Čavlovica, Ćore, Divuša, Donja Oraovica, Donja Stupnica, Donji Dobretin, Donji Javoranj, Donji Žirovac, Draškovac, Dvor, Gage, Glavičani, Golubovac Divuški, Goricska, Gornja Oraovica, Gornja Stupnica, Gornji Dobretin, Gornji Javoranj, Gornji Žirovac, Grabovica, Grmušani, Gvozdanszkó, Hrtić, Javnica, Javornik, Jovac, Kepčije, Kobiljak, Komora, Kosna, Kotarani, Kozibrod, Kuljani, Lotine, Ljeskovac, Ljubina, Majdan, Matijevići, Ostojići, Paukovac, Pedalj, Rogulje, Rudeži, Rujevac, Sočanica, Stanić Polje, Struga Banska, Šakanlije, Šegestin, Švrakarica, Trgovi, Udetin, Unčani, Vanići, Volinja, Zakopa, Zamlača, Zrin, Zrinska Draga, Zrinski Brđani és Zut települések tartoznak.

## Története
A község területe már a történelem előtti időkben is lakott volt. Ezt bizonyítják a területén található régészeti lelőhelyek. Ilyen ősi erődített települések maradványai találhatók a Gorička határában fekvő Gradinán és Osječenicán. Az i. e. 4. században kelták nyomultak be erre a területre, akik magukkal hozták kora vaskori kultúrájukat. A vas és a réz megmunkálásának és feldolgozásának magas foka tapasztalható a Javornik területén fekvő Trgovska gora nevű magaslaton előkerült régészeti leletekből. Történelem előtti maradványok kerültek elő Ljeskovac – Đurićin, Draškovacon és Unčanin, ahol az egyik legjelentősebb késő bronzkori lelőhelyet tárták fel. Itt, közvetlenül az Una partján cölöpökre épített település állt, mely eltér a kor megszokott település formáitól. Történelem előtti település maradványait találták Zrinben is a Mária Magdolna kápolna, valamint a Szent Kereszt templom mellett és magának Zrin várának is történelem előtti előzményei vannak.
A rómaiak az 1. században jelennek meg a térségben és egészen a 4. századig zavartalanul uralták e területet. Sok kelta települést a rómaiak is tovább használtak. Osječenicán a kelta leletek mellett római emlékek is előkerültek. Itt vezetett át a római út (via magna), mely Sisciából az Una völgyén át a tengerpart felé. Az út mentén katonai táborok, őrhelyek létesültek. Ilyen kisebb erődítmény állt Gornji Žirovacnál, de találtak római leleteket Donja Oraovicán, Pedaljon és Šakanlijén is. Római épületmaradványok kerültek elő Hrtićen és Matijevićin. A 4. századtól a 7. századig terjedő időszak Európában a népvándorlás kora. Ennek végén a 7. században az avarok kíséretében érkezett szlávok foglalták el ezt a vidéket, akik asszimilálták az itt talált romanizált őslakosságot. A Kulpa és az Una között kialakuló nagyzsupánság területén számos törzs élt. A 8. század végén a frankok hódították meg azt a területet és misszionáriusaik révén terjeszteni kezdték a kereszténységet. A frank uralom a 9. század végéig tartott. A frank uralom lerázása után létrejött az önálló Horvát Királyság. Az első horvát király Tomiszláv egy államban egyesítette a horvát törzseket és létrehozta a közigazgatási és egyházkormányzati rendszert.
A 11. század végére kihalt a horvát királyi dinasztia és a horvát nemesség két részre szakadt. Egyik része Zvonimir király sógorát I. László magyar királyt választotta meg, míg az ellenpárt a déli nemesség Svačić Pétert választotta királlyá. Zvonimir özvegye Ilona királyné és hívei hívására László serege benyomult az ország területére és elfoglalta a Gvozd-hegységig terjedő területet, benne a mai Glina vidékét is. 1094-ben megalapította a zágrábi püspökséget. 1097-ben Kálmán magyar király az ország többi részét is uralma alá hajtotta. 1102-ben Biogradban Kálmánt az ország királyává koronázták. Ezután Horvátországot a király nevében a horvát-szlávón hercegek, illetve a bánok kormányozták. A 14. században a Babonićoknak voltak birtokaik Pedalj, Zrin, Hrastovica, Gradac és más településeken. 1347-ben a Zrínyiek ősei a Subićok szereztek birtokokat köztük Zrin várát és uradalmát a Zrinyi-hegység (Zrinska gora), a Gvozd-hegység és Pedalj vidékén. A család ezután vette fel Zrin váráról a Zrínyi (Zrinski) nevet. A Zrínyiek 1463-tól kaptak kiváltságot a Gvozd-hegység és Majdan területén található ezüst bányászatára.
A 15. század második felében török seregek hatoltak be a Báni végvidékre nagy pusztítást végezve a Kulpa és az Una közötti térségben. 1459-ben török uralom alá került Szerbia, 1463-ban Bosznia, 1482-ben pedig Hercegovina is. A Zrínyiek a török támadások hírére a 15. század végén és a 16. század első felében megerősítették a térség olyan jelentősebb várait, mint Gvozdansko és Pedalj. 1493. szeptember 9-én a korbávmezei csatában a törökök szétverték a bán vezette horvát sereget. 1512-ben elözönlötték az Unamentét, de ekkor még kiűzték őket. A következő évtizedekben azonban már nagy pusztítást vittek véghez. A község területe 1556-tól lányegében a 17. század végéig török uralom alá került. A horvát szábor már a 17. század folyamán nagy gondot fordított a Kulpa és az Una közötti terület védelmére és megerősítésére. A sikeres védelmi harcok következtében 1689-re a határ visszatért az Una folyóhoz. 1696-ban a szábor a bánt tette meg a Kulpa és az Una közötti határvédő erők parancsnokává, melyet hosszas huzavona után 1704-ben a bécsi udvar is elfogadott. Ezzel létrejött a Báni végvidék, horvátul Banovina, vagy Banja. 1718-ra a község területe végleg felszabadult a török uralom alól.
A török kiűzése után az új határ az Una folyó lett, ezért szükségessé vált ennek a védelmi vonalnak a megerősítése. Fából kisebb erődöt emeltek, melyet sáncokkal és paliszádokkal erősítettek meg. Ezt követően néhány ház is épült. Így keletkezett a folyó feletti teraszokon (horvátul podovi) az első település, mely ezért a Podovi nevet kapta. 1732-ben Ivan Drašković már megemlíti. Podovi a határőrvidék többi településéhez hasonlóan fejlődött, mely azt jelenti, hogy központjában négyszögletes terület volt a katonai létesítmények számára. 1775-ben a határövezetben tett látogatása során II. József császár is töltött egy éjszakát Podovin, melynek nevét ezután változtatták meg Dvorra (magyarul Udvart jelent), bár még mintegy száz évig mindkét név használatos maradt. A település iskoláját már 1780-ban megalapították, bár az iskolaépület csak 1859-ben épült fel. A 19. század elején a park mellett kápolnát építettek, melyet Szent Péter és Pál apostolok tiszteletére szenteltek és később pravoszláv parochiális templom lett. Dvor századparancsnokság székhelye lett, mely nagyban elősegítette további fejlődését. A házak a településen áthaladó út mellett épültek, legnagyobbrészt földszintesek voltak néhány emeletes épülettel. 1881-ben megszűnt a katonai közigazgatás és Dvor Zágráb vármegye része, annak egyik járási székhelye lett. A Dvori járás 504,88 km2-t ölelt fel 19.518 lakossal. Dvor településnek 1857-ben még 644, 1910-ben már 1098 lakosa volt.
A 20. század elején Dvor településszerkezete még mindig változatlan, jellemzően kisvárosi jellegű volt. A mezőgazdaság és az állattartás mellett a kézművesség jelentette a lakosság megélhetését. Fejlődött a közösségi élet, énekkar, tamburazenekar, olvasókör és sportegyesület alakult. Dvor 1918-ban az új szerb-horvát-szlovén állam, majd később Jugoszlávia része lett. Ebben az időszakban a település hivatalos neve Dvor na Uni volt. A településen községháza, iskola, postahivatal, egészségház, bolt, vendéglátó egységek és kézműves műhelyek működtek. A második világháború idején a Független Horvát Állam része volt, de szerb lakossága ellenállt a fasiszta hatalomnak. Sokan csatlakoztak a megalakuló partizán egységekhez. Az usztasa egységek az otthon maradottak közül sokakat megöltek, másokat koncentrációs táborokba hurcoltak. 1974-ben felépült a település középiskolája. 1991. június 25-én Dvor is a frissen kikiáltott független Horvátország része lett, de szerb lakossága a Krajinai Szerb Köztársasághoz csatlakozott. 1995. augusztus 8-án a Vihar hadművelettel foglalt vissza a horvát hadsereg. A szerb lakosság nagy része elmenekült. Helyükre a nyugat-boszniai területekről horvát családok érkeztek. A szerb lakosság visszaköltözése 1997-től indult meg, de többnyire csak az idősek jöttek vissza. Az 1991-ben csaknem teljesen szerb nemzetiségű település lakosságának 2011-ben már 25,85%-a horvát volt. A lakosság fő megélhetési forrása a mezőgazdaság és az állattartás mellett főként a faipar.

## Népesség
| Lakosság változása | Lakosság változása | Lakosság változása | Lakosság változása | Lakosság változása | Lakosság változása | Lakosság változása | Lakosság változása | Lakosság változása | Lakosság változása | Lakosság változása | Lakosság változása | Lakosság változása | Lakosság változása | Lakosság változása | Lakosság változása |
| ------------------ | ------------------ | ------------------ | ------------------ | ------------------ | ------------------ | ------------------ | ------------------ | ------------------ | ------------------ | ------------------ | ------------------ | ------------------ | ------------------ | ------------------ | ------------------ |
| 1857               | 1869               | 1880               | 1890               | 1900               | 1910               | 1921               | 1931               | 1948               | 1953               | 1961               | 1971               | 1981               | 1991               | 2001               | 2011               |
| 644                | 718                | 729                | 826                | 1.048              | 1.098              | 1.019              | 1.152              | 712                | 808                | 1.088              | 1.629              | 2.065              | 2.351              | 1.313              | 1.406              |

(1857 és 1931 között Hrtić lakosságával együtt.)

## Nevezetességei
- Dvor Szent György vértanú tiszteletére szentelt szerb pravoszláv temploma[4] 1880-ban épült. A templom Dvor központjában, a központi park szélén található. 1880-81-ben épült a historikus stílusban. Egyhajós, négyszögletes alaprajzú boltíves épület, 1904-ben festett csehboltozatokkal. A főhomlokzat síkjában van a sokszögletes harangtorony, melyet kupolás bádogsisak borít. Teteje nyeregtető. A templom berendezése eredeti, a templom építésének idejéből származik. Az épület egyike azon kevés szakrális épületnek a megyében, melyek megőrizték eredeti építészeti kialakításukat és berendezésüket.
- Predalj várának maradványai (13. század)
- Gvozdansko várának romjai (15. század), Szent Fülöp és Jakab templom (18. század)
- Gorička vára és kolostora (13/14. század) , Szűz Mária templom [16. század)
- Dobretin várának maradványai (16. század)
- Zrini Szent Kereszt plébániatemplom maradványai (13. század)
- Zrin várának romjai (13. század)
- Donje Oraovica középkori templom romjai
- Gornji Javoranj Szent Petka pravoszláv templom (18. század)
- Zrinski Brđani Legszentebb Istenanya mennybevétele pravoszláv templom romjai (18. század)
- Gvozdansko-Majdan bányászati komplexum

## Gazdaság
A helyi gazdasági élet alapját a mezőgazdaság és az állattartás mellett főként a faipar képezi. A kis és középvállalkozások fejlődése és a mezőgazdaság korszerűsítése várhatóan ösztönzi a demográfiai növekedést. A településen községháza, közösségi ház, egészségház, állatorvosi rendelő, posta, iskola, könyvtár, kulturális és sportegyesületek, önkéntes tűzoltó egyesület működik. A település és környezete különösen kedvező feltételeket biztosít a vadász és horgász turizmusnak.

## Kultúra és egyesületek
A község legfontosabb kulturális intézményei a könyvtár és olvasóterem és a kultúrház. A könyvtár 300 m2 területen üzemel, állománya 14700 kötet és 502 DVD. Gyermekkönyvtárral, multimédia részleggel, játszótérrel, kiállítótérrel, lemeztékával, olvasótérrel rendelkezik.
Kulturális egyesületei:
- SKD Prosvjeta szerb kulturális egyesület. 2003-ban alapították, ma mintegy 50 tagja van.
- AKD Radoholičari amatőr színjátszó egyesület
- Kesten méhészegyesület. 2003-ban alapította néhány helyi méhész.
- KUD Pounjski pleter kulturális egyesület. 1998-ban alapították, mintegy 20 tagja van. Tambura zenekarral és folklórcsoporttal rendelkezik.
- DVD Divuša önkéntes tűzoltóegyesület. 1957-ben alapították, mintegy 30 tagot számlál, akinek többsége divušai.
- A dvori nyugdíjasklubot 1999-ben alapították szociális és humanitárius céllal, mintegy 240 tagja van.
- A Sredtna djeca szülői egyesületet 2003-ban alapították, mintegy 20 tagot számlál.
- TD zlatne žice

## Oktatás
- A dvori alapiskola 1996-ban kezdte meg működését eléggé nehéz körülmények között. Az épület 30 éves, de a délszláv háborúban súlyosan megrongálódott. Az 1996/97-es tanévben a 8 osztályban összesen 104 tanuló járt. A tanári kar 13 tagot számlált.
- A Sunce óvoda 2003-ban kezdte meg működését, hogy a gyermekeket előkészítse az iskolára.

## Sport
- ŠNK Podovi Dvor labdarúgóklub. 1946-ban alapították Jedinstvo néven. Mai nevén 2004-ben alakult, a megyei első osztályban szerepel.
- NK PPG Rujevac labdarúgóklub. 1977-ben alapították és 1995-ig működött. 2004-ben újjáalakult, a megyei második osztályban szerepel.
- Sedra sporthorgász egyesület
- LD Jelen Divuša vadásztársaság 1997-ben alapították, mintegy 20000 hektár területe van. 110 tagot számlál.